# Otto I. (Weimar)
Otto I. von Weimar oder von Orlamünde († 1067) aus dem Adelsgeschlecht Weimar war Graf von Weimar-Orlamünde und von 1062 bis 1067 Markgraf von Meißen.
Er war der jüngere Sohn des Grafen Wilhelm III. von Weimar († 1039) und der Oda von der Lausitz, Tochter von Markgraf Thietmar II.
Er heiratete vor 1060 Adela von Brabant († 1083), Tochter Lamberts II. Adela heiratete 1069 in zweiter Ehe Dedo I. von der Lausitz.

## Nachkommen
- Adelheid von Weimar-Orlamünde († 1100)
  - 1. Ehe: Adalbert II. von Ballenstedt (Askanier), † ca. 1080
  - 2. Ehe: Pfalzgraf Hermann II. von Lothringen (Ezzonen), † 1085
  - 3. Ehe: Pfalzgraf Heinrich II. von Laach (Wigeriche, Seitenlinie: Haus der Grafen von Luxemburg vom 10. bis in die erste Hälfte des 12. Jahrhunderts), † 1095

- Oda († 1111)
  - verheiratet mit Markgraf Ekbert II. von Meißen (Brunonen), † 1090

- Kunigunde (* 1055; † 1140)
  - 1. Ehe: Fürst Jaropolk von Wladimir und Turau, † 1086, Sohn von Isjaslaw I. (Rurikiden)
  - 2. Ehe: Graf Kuno von Beichlingen, † 1103 (Northeim)
  - 3. Ehe: Markgraf Wiprecht II. von Groitzsch, † 1124